# Артериовенозная фистула
Артериовенозная фистула — соединение между веной и артерией, не существующее в норме. Обычно кровь течет из артерий в капилляры, а затем в вены. При артериовенозной фистуле кровь минует капилляры и прилежащие ткани получают меньше питательных веществ из крови. 
Обычно артериовенозная фистула возникает в ногах, но может развиваться в любом месте тела.

## Причины АВФ
- Колющие раны или раны от огнестрельного оружия.
- Врожденная фистула.
- Генетические заболевания (болезнь Ослера-Вебера-Ренду).
- Искусственно созданная фистула для облегчения диализа при тяжелой почечной недостаточности.

## Симптомы
- Пурпурные, выпуклые вены, которые можно увидеть сквозь кожу, похожи на варикозное расширение вен
- Отеки в руках или ногах
- Снижение артериального давления
- Усталость
- Сердечная недостаточность

## Осложнения АВФ
- Синдром артериального обкрадывания (давление в артерии падает, а в вене наоборот возрастает). В результате кровоснабжение участков организма снабжаемых поражёнными ветвями сосудов резко снижается.
- Сердечная недостаточность (при больших фистулах происходит значительное падение артериального давления, что приводит к увеличению числа сердечных сокращений).
- Аневризмы (вены не рассчитаны на большое давление артериальной крови, в результате стенка вены растягивается и может разорваться)
- Тромбоз (в ветвях повреждённых сосудов лежащих ниже уровня фистулы скорость кровотока уменьшается. Это может спровоцировать тромбоз)
- Со временем все фистулы увеличиваются в размерах

## Диагностика
- Ангиография (золотой стандарт диагностики сосудистых патологий)
- КТ-ангиография (менее инвазивен, но и менее информативен по сравнению с ангиографией)
- МР-ангиография (мало информативен, в состоянии показать только крупные фистулы)
- УЗ-доплерография (недорогой и довольно информативный метод, не применяется для диагностики сосудов мозга)
- Стетоскоп (часто при возникновении артериовенозной фистулы появляется сосудистый шум)

## Лечение
Поддаётся лечению методами эндоваскулярной хирургии.